# Staré Sedliště
Staré Sedliště település Csehországban, Tachovi járásban. Staré Sedliště Tisová, Hošťka, Bor, Částkov és Přimda településekkel határos. Lakosainak száma 1342 fő (2024. január 1.).

## Népesség
A település lakosságának változását az alábbi diagram mutatja:
| Lakosok száma | 3810 | 3868 | 3605 | 1101 | 924  | 974  | 1264 | 1254 | 1211 | 1342 |
|               | 1869 | 1890 | 1921 | 1950 | 1980 | 2001 | 2017 | 2019 | 2022 | 2024 |